# Adlullia walshae
Adlullia walshae är en fjärilsart som beskrevs av Collenette 1951. Adlullia walshae ingår i släktet Adlullia och familjen tofsspinnare. Inga underarter finns listade i Catalogue of Life.